# Trichophorum clintonii
Trichophorum clintonii är en halvgräsart som först beskrevs av Asa Gray, och fick sitt nu gällande namn av S.Galen Smith. Trichophorum clintonii ingår i släktet tuvsävssläktet, och familjen halvgräs. Inga underarter finns listade i Catalogue of Life.